# Mihály Munkácsy
Mihály Munkácsy, vero nome Mihály Lieb (Mukačevo, 20 febbraio 1844 – Endenich, 1º maggio 1900), è stato un pittore ungherese.
Fu un pittore accademico, attivo a Parigi e a Budapest negli anni fra il 1870 e il 1890. Studiò nel 1863 a Budapest e nel 1864 a Vienna.

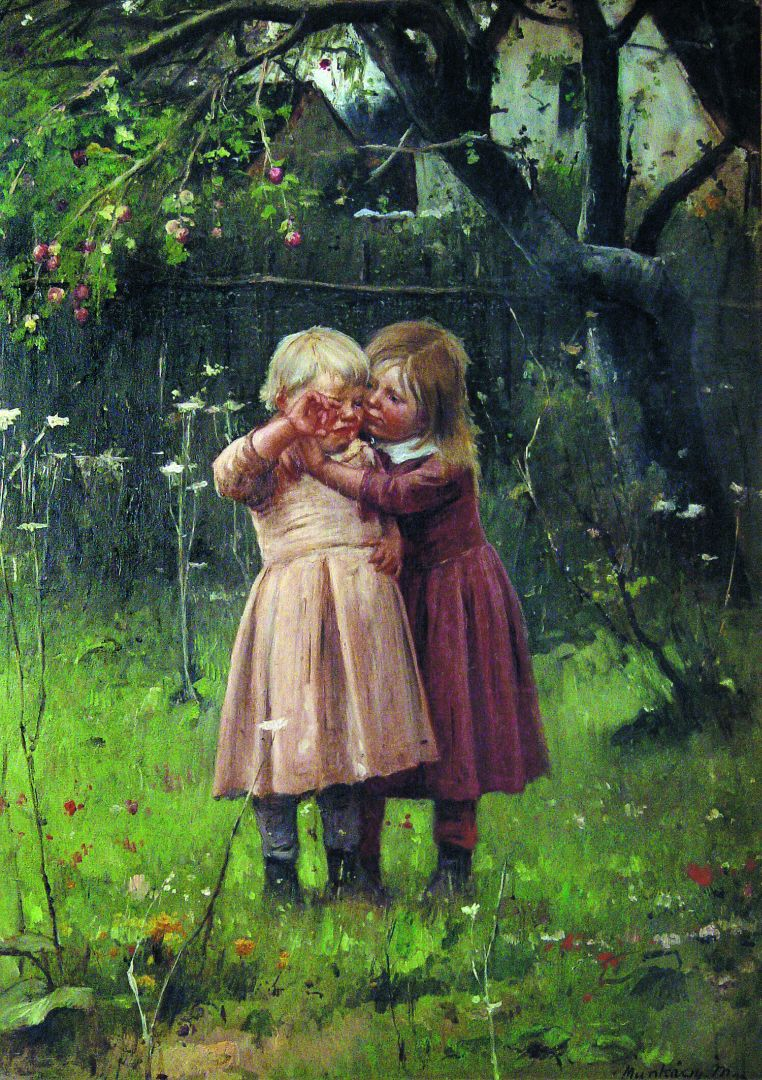
Ne sírj!

Espose al Salon di Parigi nel 1870 ottenendo un successo inaspettato. In una trentina d'anni riuscì a produrre circa seicento quadri nei generi più disparati: ritratti, nature morte, paesaggi, scene di genere, interni borghesi, composizioni storiche e religiose. Alcuni di essi sono di dimensioni assai grandi (100 m² per l'Apoteosi del Rinascimento, oggi al Museo di Belle Arti di Vienna, più di 60 m² e un centinaio di personaggi per La conquista del Paese, oggi nella sede del Parlamento Ungherese).
Purtroppo la maggior parte delle sue opere si è deteriorata per l'impiego di un fondo di colore al bitume, la cui ossidazione ha cominciato ad annerirle gravemente subito dopo la loro realizzazione.
Munkácsy si oppose fermamente alle idee impressioniste e le contrastò; pertanto egli influì assai poco o per nulla sulle generazioni seguenti, con l'eccezione della Scuola ungherese dei pittori dell'Alföld, attiva fra le due guerre mondiali (Gyula Rudnay, János Tornyai, Béla Endre, ecc.).

## Biografia
Nacque a Mukačevo, figlio di un funzionario statale di origine bavarese, ma, ancora bambino, rimase orfano di ambedue i genitori e dal 1851 venne allevato dagli zii. Il suo tutore era un avvocato, István Reök, già militante nella Rivoluzione ungherese del 1848.

Tra il 1854 e il 1858 Munkácsy imparò il mestiere del falegname, sebbene i suoi interessi e i suoi sogni fossero sempre rivolti al disegno e alla pittura e, quando conobbe il pittore Elek Szamossy, ne divenne l'allievo e restò tale sino al 1862, imparando i primi elementi dell'arte.

Nel 1865 partì per iscriversi all'Accademia di Vienna e l'anno seguente adottò il nome di Munkácsy, riferendosi alla sua città natale. Fra il 1866 e il 1869 si recò a Monaco, dove vivevano molti pittori ungheresi e nel 1867 riuscì ad aggiudicarsi una borsa di studio per Parigi, dove scoprì i lavori di Gustave Courbet che lo impressionarono particolarmente. Esaurita la borsa di studio si trasferì a Düsseldorf presso il pittore Ludwig Knaus.
Nel 1870 il suo quadro "Ultimo giorno di un condannato" ottenne una medaglia d'oro al Salon di Parigi e l'anno seguente le sue "Filacciatrici" ebbero ugualmente una lusinghiera accoglienza. Munkácsy decise allora di stabilirsi nella capitale francese. Quivi incontrò un amatore d'arte, il Barone de Marches, e accettò di andare a vivere presso di lui a Colpach, in Lussemburgo. Questa situazione però gli provocò un forte esaurimento nervoso, sicché due anni dopo, alla morte del barone, Munkácsy ne sposò la vedova e ritornò a Parigi. In questo periodo ebbe come allievo il connazionale József Rippl-Rónai.

All'Esposizione universale del 1873, che si tenne a Vienna, il successo gli arrise in modo clamoroso e dal 1876 la sua fama e il favore con cui erano accolti i suoi lavori non smentirono quel successo. Furono anni dorati. Munkácsy condusse una vita elegante e costosa, dipinse grandi episodi biblici, ritratti e scene d'interni parigini. Attorno a lui l'onda dell'impressionismo saliva, ma Munkácsy non l'accettò mai. Dal 1886 pertanto, cominciò a "passare di moda".
In quell'anno, però, il Governo austriaco lo incaricò di realizzare un pannello del soffitto del Museo di Belle Arti di Vienna: "L'apoteosi del Rinascimento", al quale lavorò fino al 1870, e nel 1869 il Governo ungherese gli commissionò la grande tela "La Conquista del Paese", per il Parlamento di Budapest, che era allora in costruzione. Lavorò sino al 1893, malgrado il suo stato di salute che, già compromesso dal 1890, continuava a peggiorare: ai suoi vecchi problemi di schiena si sommarono dei problemi mentali. Ma tutto ciò non gli impedì di assistere nel 1895 ai festeggiamenti per il millenario dell'Ungheria. Nello stesso anno partecipò alla prima mostra della Biennale di Venezia.
A partire dal 1897 fu ricoverato in una casa di cura e poi internato in un ospedale psichiatrico a Endenich, presso Baden-Baden. Ed è in quell'ospedale che, il primo maggio del 1900, Mihály Munkácsy si spense all'età di 56 anni.

Ebbe l'onore dei funerali di Stato a Budapest, e, nella città di Békéscsaba, nel sud-est dell'Ungheria, gli fu dedicato un museo.

## Opere
- 1869 : L'ultimo giorno di un condannato -Galleria nazionale ungherese, Budapest.
- 1871 : Le Filacciatrici - (Allusione alla rivolutione e alla lotta di liberazione nazionale del 1848) - Galleria nazionale ungherese, Budapest.
- 1872-1873 Donna che fa il burro - Galleria nazionale ungherese, Budapest.
- 1873 : Al monte di pietà - Metropolitan Museum of Art, New York.
- 1875 : L'eroe del villaggio
- 1876 : Nell'atelier di Parigi
- 1876 : Ritratto di Haynald Lajos cardinale arcivescovo
- 1876 : Ritratto di László Paál, pittore ungherese - Galleria nazionale ungherese, Budapest.
- 1877 : L'arruolamento
- 1877 : Studio per Milton
- 1877 : Milton cieco detta a sua figlia "Il Paradiso perduto" - New York Public Library.
- 1881 : Cristo dinanzi a Pilato - Museo Déri, Debrecen.
- 1884 : Il Golgota - Museo Déri, Debrecen.
- 1886 : La Morte di Mozart
- 1886 : Ritratto di Franz Liszt - Galleria nazionale ungherese, Budapest.
- 1886 : Il parco Colpach - Galleria nazionale ungherese, Budapest.
- 1890 : L'Apoteosi del Rinascimento, - Pannello da soffitto Museo di belle arti (Vienna).
- 1893 : La Conquista del Paese - Parlamento di Budapest.
- 1896 : Ecce homo - Museo Déri, Debrecen.

### Ritratti

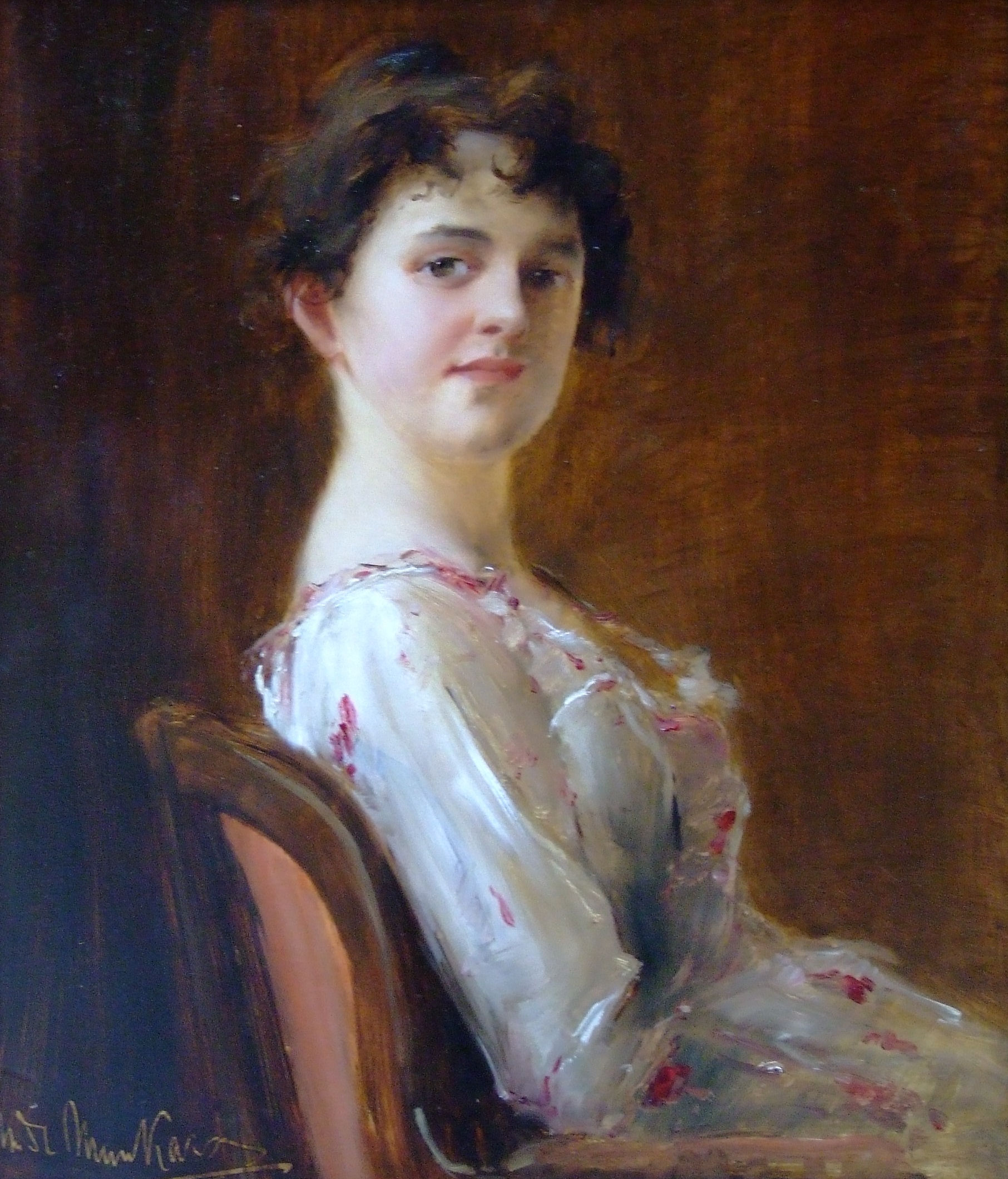
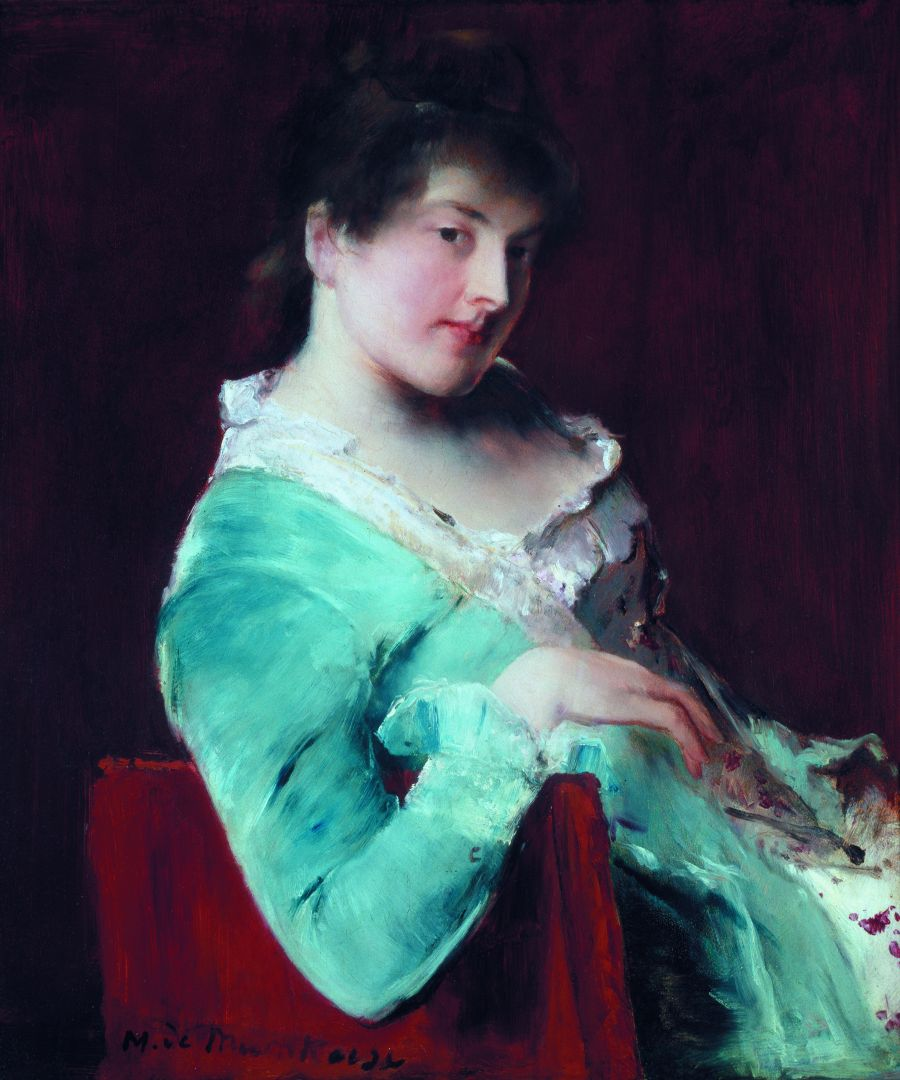
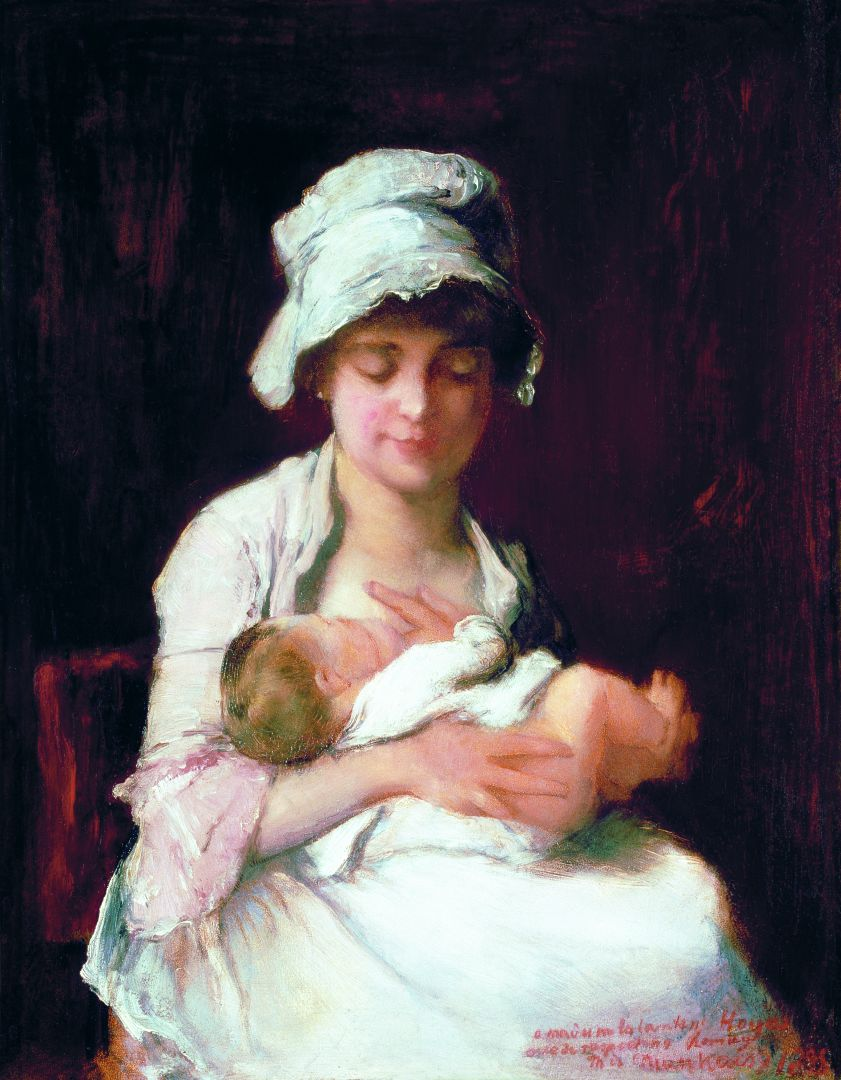
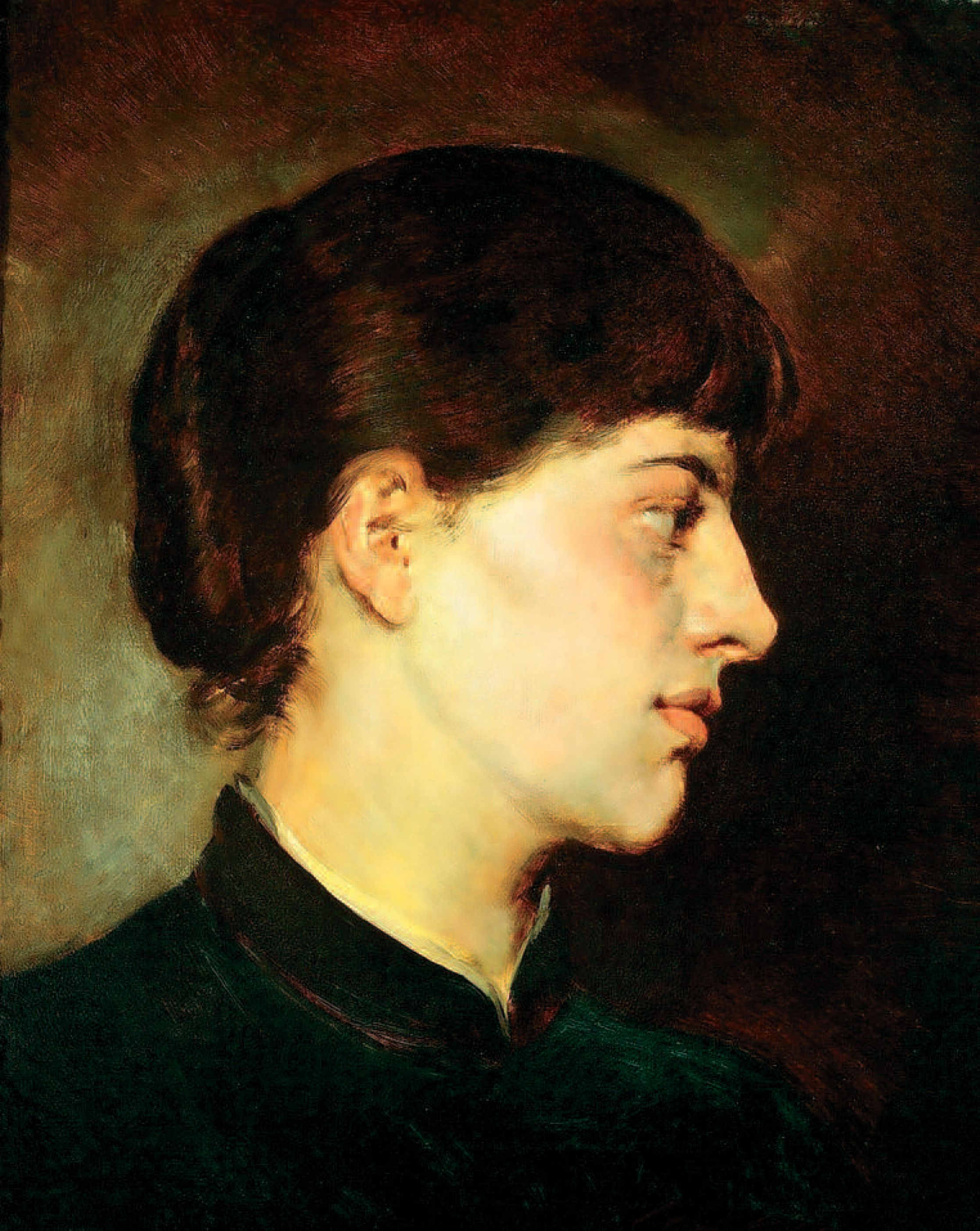
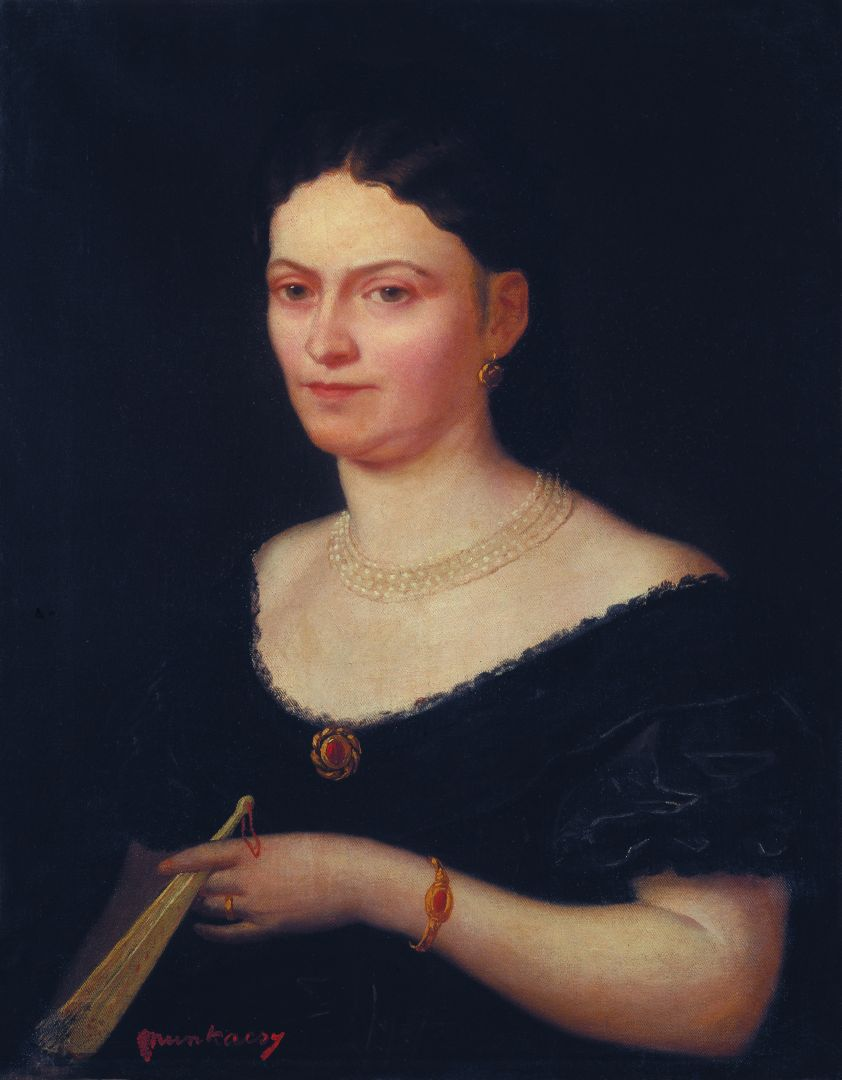

### Paesaggi

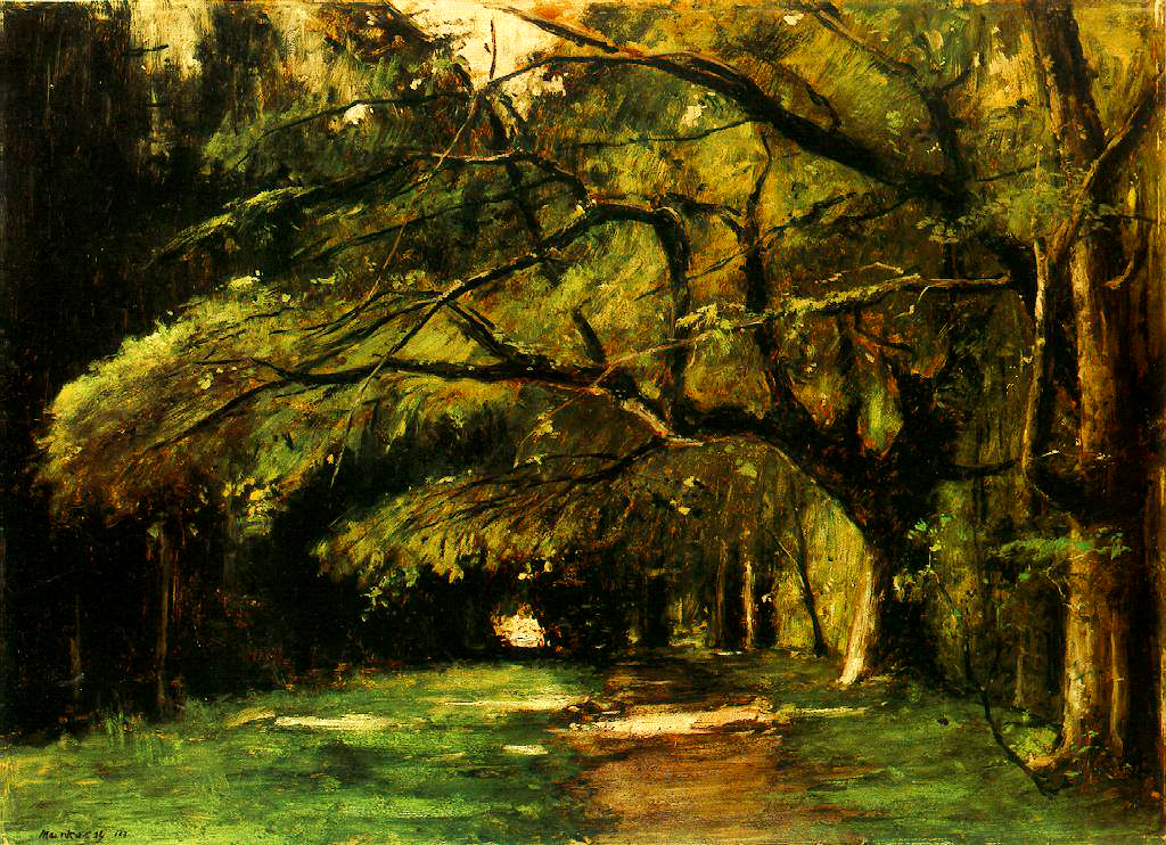
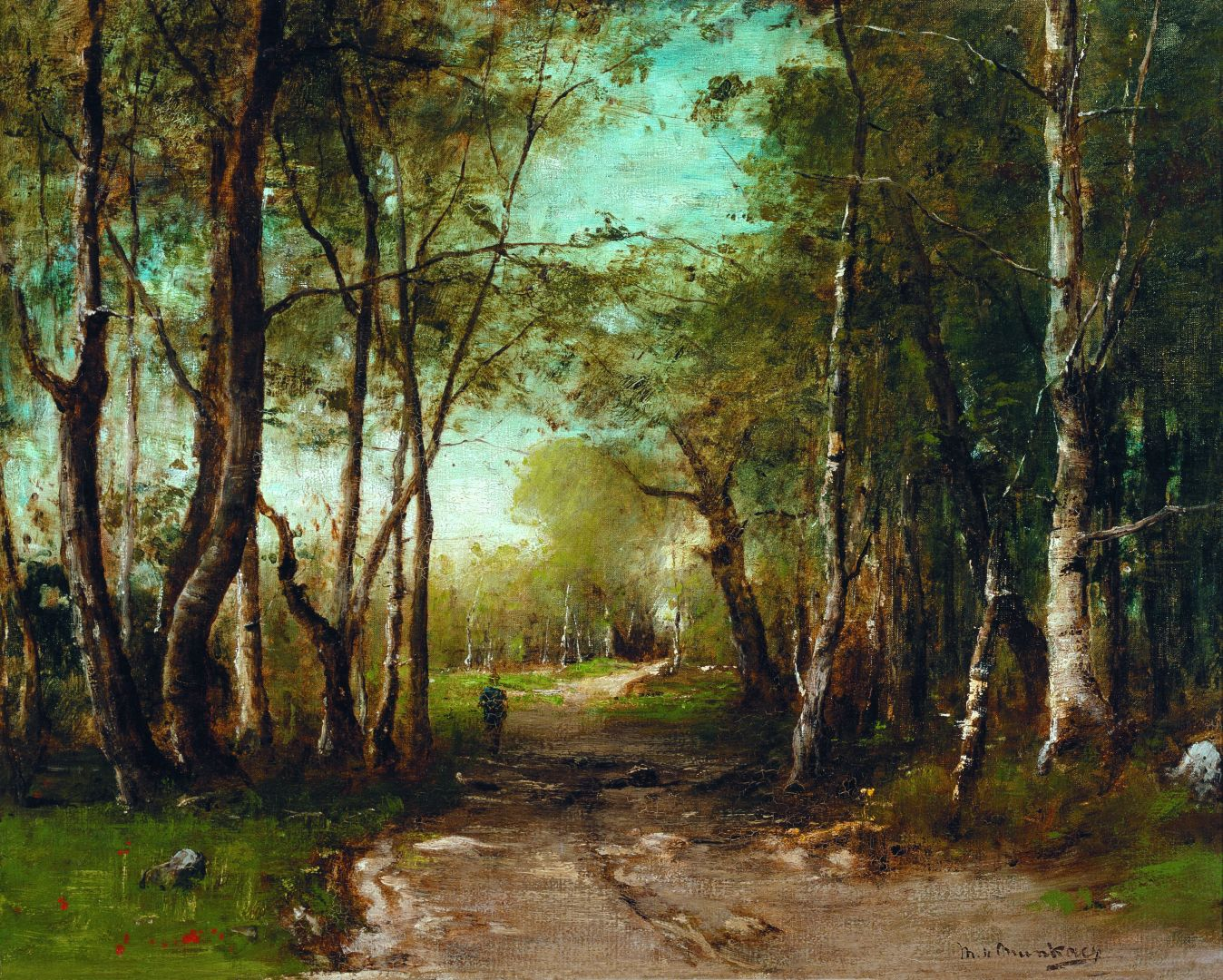
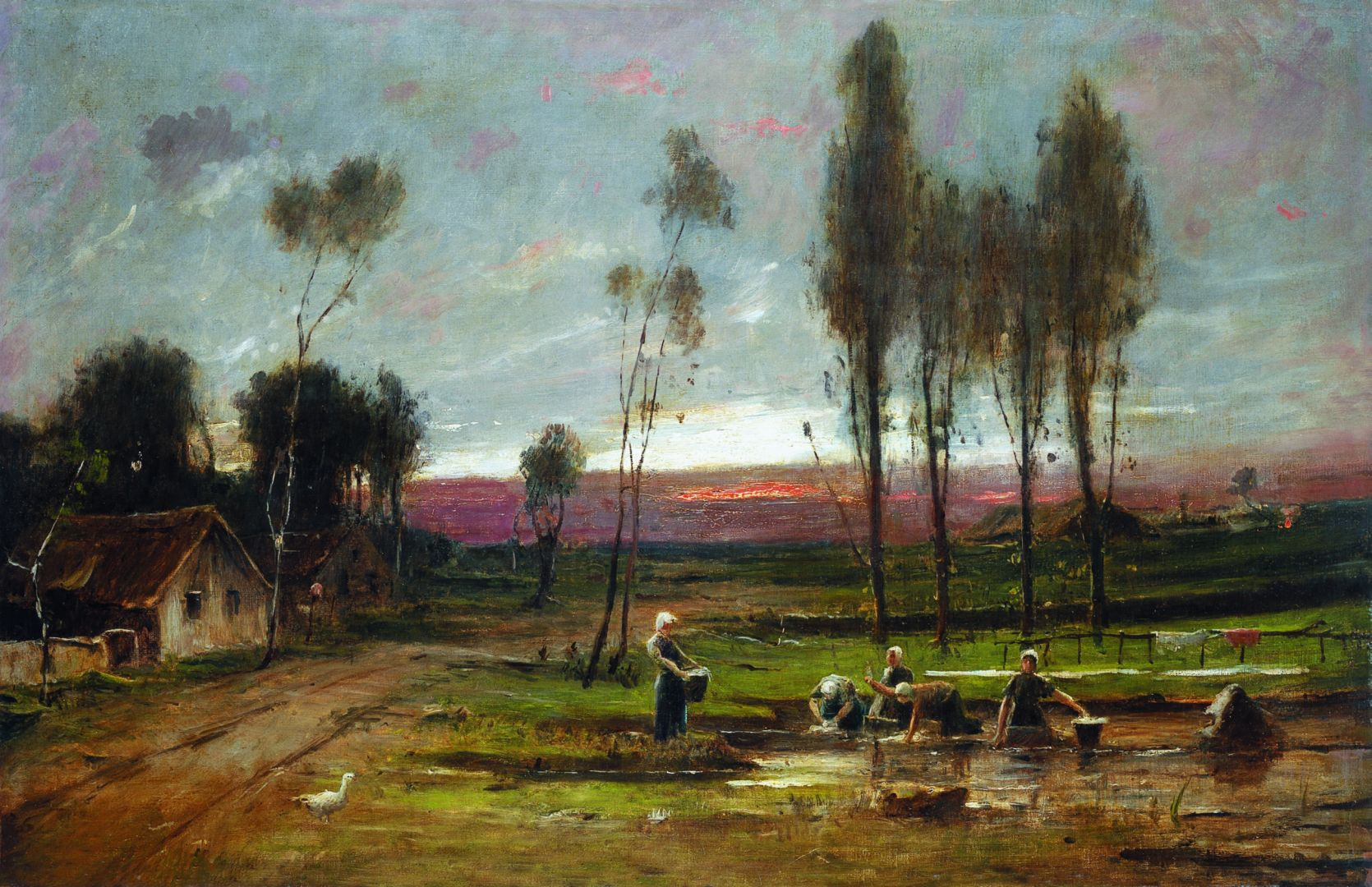

### Interni

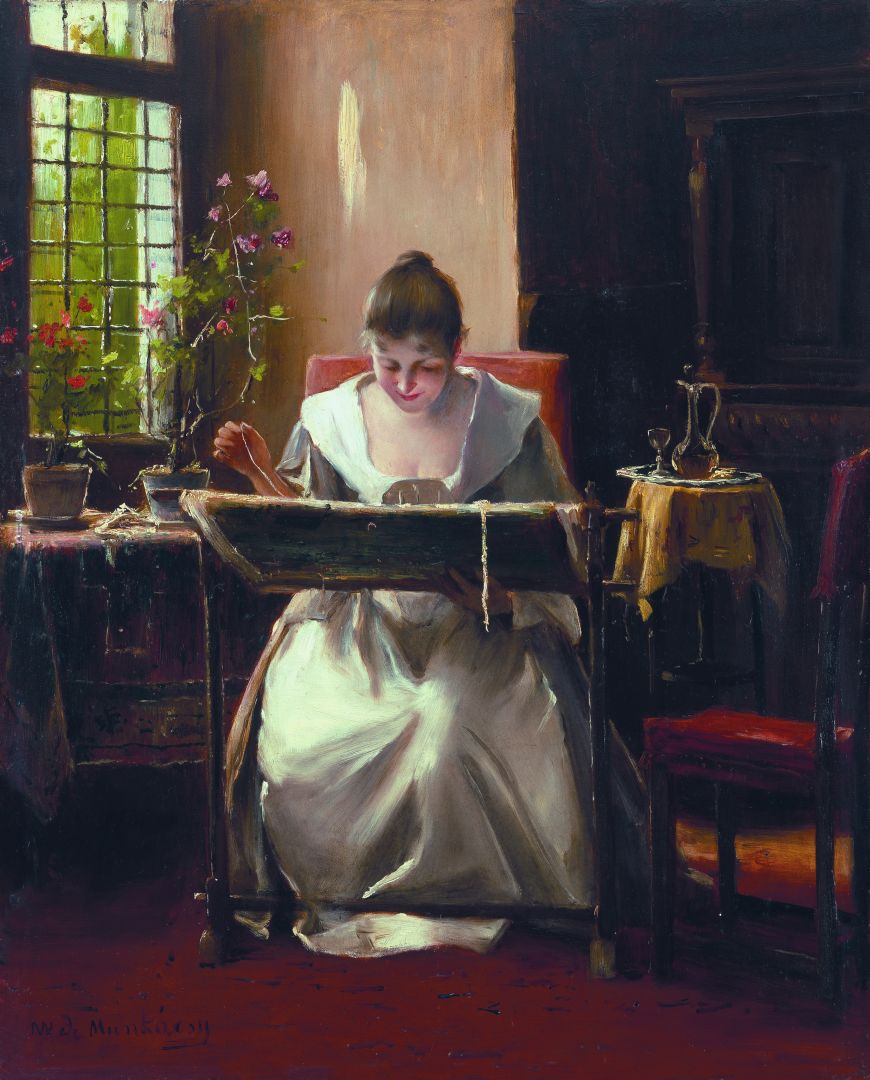
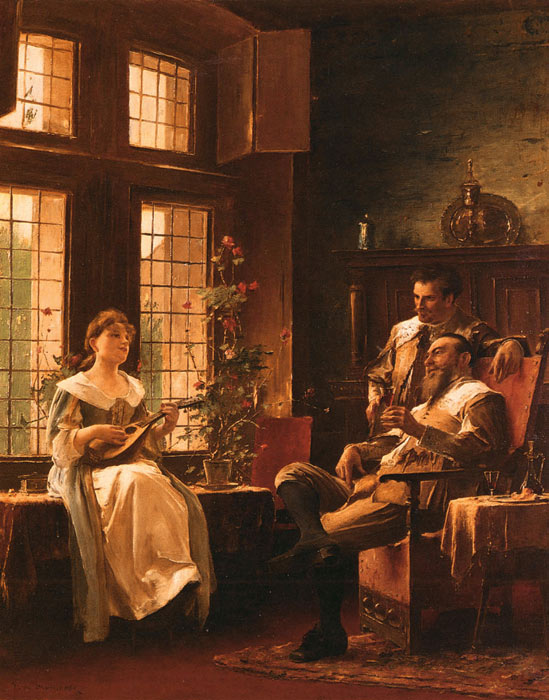
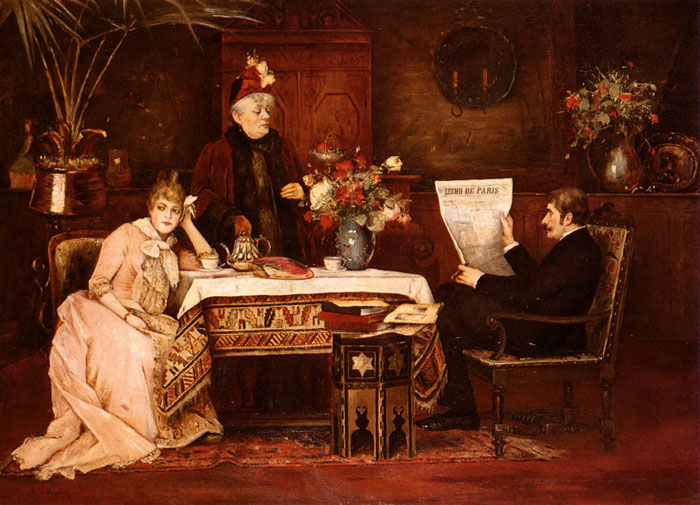
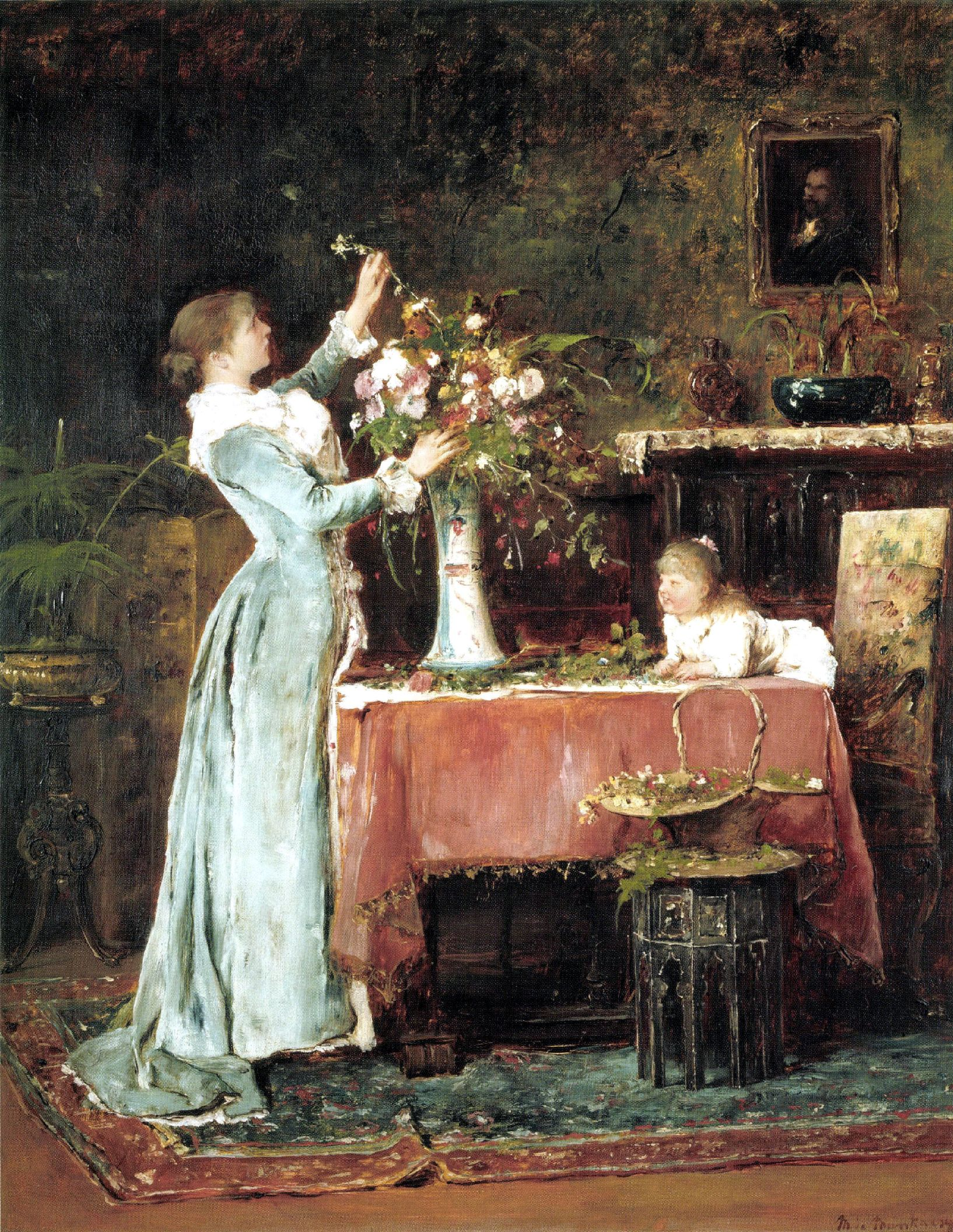